# Taipu
Taipu là một đô thị thuộc bang Rio Grande do Norte, Brasil. Đô thị này có diện tích 352,818 km², dân số năm 2007 là 12330 người, mật độ 34,9 người/km².